# Perbellia picta
Perbellia picta är en insektsart som beskrevs av Sjöstedt 1920. Perbellia picta ingår i släktet Perbellia och familjen gräshoppor. Inga underarter finns listade i Catalogue of Life.